# Гамалеро
Гамалеро, Ґамалеро (італ. Gamalero, п'єм. Gamaleri) — муніципалітет в Італії, у регіоні П'ємонт,  провінція Алессандрія.
Гамалеро розташоване на відстані близько 460 км на північний захід від Рима, 75 км на південний схід від Турина, 13 км на південний захід від Алессандрії.
Населення — 854 особи (2014).
Щорічний фестиваль відбувається 10 серпня. Покровитель — святий мученик Лаврентій.

## Демографія
Населення за роками:

Станом на 1 січня 2023 року в муніципалітеті офіційно проживало 77 іноземців з 20 країн, серед них 34 громадяни країн Євросоюзу та 4 громадяни України.

## Сусідні муніципалітети
- Карентіно
- Кассіне
- Кастеллаццо-Борміда
- Кастельспіна
- Фраскаро
- Момбаруццо
- Сеццадіо